# Taipan menší
Taipan menší (Oxyuranus microlepidotus), zvaný též taipan útočný, je jedovatý had z rodu taipan, který je endemitem semiaridních oblastí centrální Austrálie. Konkrétně žije ve státech Queensland a Jižní Austrálie. Domorodí Austrálci pojmenovali tohoto plaza Dandarabilla, v angličtině se mu nejčastěji říká inland taipan, fierce snake nebo western taipan. Druh popsal Frederick McCoy v roce 1879, nicméně až do roku 1972 zůstával taipan menší záhadným tvorem, neboť se o něm nevědělo téměř nic a nebyly odchyceny a zdokumentovány žádné exempláře. Je to poměrně velký, většinou spíše tmavě zbarvený had, jehož délka se pohybuje okolo 1,8 metru, ale může dorůst i ke 2,5 metru. Živí se především malými savci, jako jsou myši a krysy, které usmrcuje rychlými opakovanými kousanci. Jedná se o nejjedovatějšího hada a zároveň o nejjedovatějšího plaza na světě, jediné jeho uštknutí může teoreticky usmrtit nejméně 62 (někdy se udává 100) lidí či několik set tisíc myší. Pro člověka však není příliš nebezpečný, neboť žije většinou v neobydlených oblastech a je, navzdory svému druhému jménu, poměrně plachý.

## Popis
Taipan menší je převážně hnědě zbarvený, od bohatého, tmavého odstínu až po světle hnědozelený, přičemž platí, že v zimě mívá ten samý jedinec tmavší barvu než v létě. To souvisí s termoregulací, umožňuje mu to získávat více tepla v zimních měsících a naopak méně v době horkého počasí. Jeho hřbet, boky a ocas mohou mít různé odstíny hnědé a šedé, přičemž mnoho šupin má široký černý okraj. Spodní část těla bývá podstatně světlejší než boky a hřbet a má nažloutlou či olivovou barvu. Šupiny se vyskytují v diagonálních řadách tak, že vytvářejí do „v“ lomené vzory s různou délkou, které jsou nakloněny dozadu a dolů. Nejníže umístěné boční šupiny mají často přední žlutou hranu. Hřbetní šupiny jsou hladké a bez kýlů. Obdélníková hlava a krk jsou obvykle výrazně tmavší než tělo (černě lesklé v zimě, tmavě hnědé v létě), neboť tmavší barva dovoluje hadovi ohřát se, zatímco vystavuje slunci jen menší část těla při vstupu do nory. Oko je poměrně velké s černě hnědou duhovkou a bez viditelného barevného okraje kolem zornice.
Celkově jde o velkého, poměrně robustního hada. Jeho délka se pohybuje od 1,5 do 2,5 metru, přičemž průměrně je to okolo 1,8 metru. Je tak přibližně stejně velký nebo jen o málo menší než taipan velký.

## Výskyt, biotop
Taipan menší obývá vertisolní (druh půdy) pláně v polosuchých oblastech, na pomezí Queenslandu a Jižní Austrálie.
V Queenslandu byl had zaznamenán v oblasti Channel Country (např. NP Diamantina, Durrie Station, Morney Plains Station a NP Astrela Downs) a v Jižní Austrálii byl pozorován v regionu mezi Marree a Innaminckou (např. Goyder Lagoon, poušť Tirari, poušť Sturt Stony, Coongie Lakes, rezervace Innaminka a Oodnadatta). Izolovaná populace se vyskytuje také u Coober Pedy v Jižní Austrálii.
Existují dva staré záznamy o lokalitách dále na jihovýchodě, u soutoku řek Murray a Darling v severozápadní části státu Victoria (1879) a Bourke v Novém Jižním Walesu (1882); avšak tento druh zde nebyl od té doby pozorován.

## Biologie

### Potrava

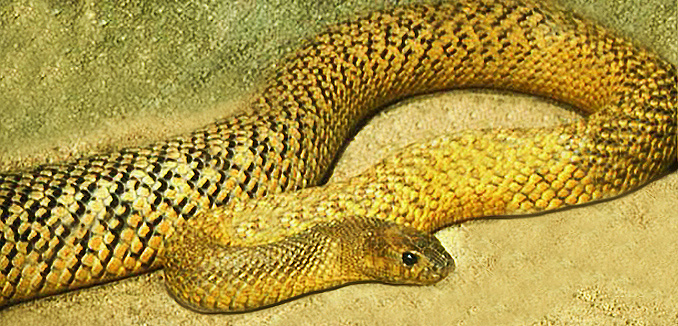
Olivově zbarvená barevná forma taipana menšího

Ve volné přírodě se taipan menší živí pouze savci, přičemž většinu z nich tvoří hlodavci. Hlavní kořistí jsou krysa Rattus villosissimus, myška jihoaustralská (Pseudomys australis), myš domácí (Mus musculus) a někteří vačnatci (například vakomyš vlnatá). Na rozdíl od jiných jedovatých hadů, kteří obvykle zaútočí jednou, vypustí jed do kořisti, a pak se stáhnou a vyčkají až oběť zemře, taipan útočí opakovaně, přičemž rychle zasadí oběti mnoho kousanců po sobě. Důvodem je zřejmě snaha, aby oběť zemřela co nejrychleji a nestihla se jakkoliv bránit v stísněném prostoru nor. Jed navíc obsahuje i trávicí složky, které pomáhají rychleji rozkládat tkáně oběti. V zajetí se taipan může živit i jinou stravou než savci, například kuřaty.

### Rozmnožování
Taipan menší snáší 12 až 24 vajec, většinou do opuštěných nor nebo trhlin ve skále. Asi po 2 měsících se vylíhnou mláďata. Je-li potravy málo, snůšky bývají menší. V zajetí se hadi dožívají 10 až 15 let, výjimečně i přes 20.

### Nepřátelé

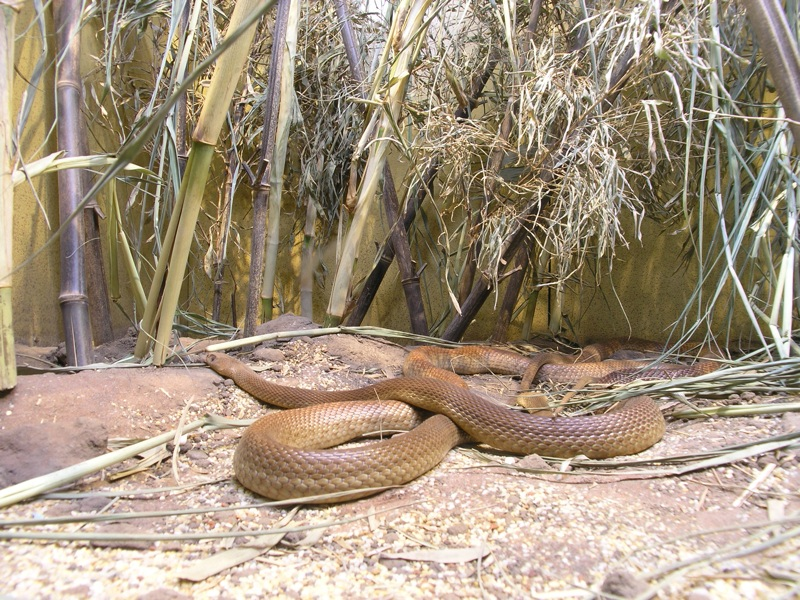
Taipan menší chovaný v zajetí

Pakobra australská (Pseudechis australis) je imunní vůči jedu většiny australských hadů a je o ní známo, že se živí mladými taipany. Rovněž varan obrovský (Varanus giganteus) občas požírá jedovaté hady včetně taipanů. Dalšími predátory mohou být draví ptáci, případně krajty hnědohlavé.

## Jed
Taipan menší je nejjedovatější had na světě. Jeho jed, jak se prokázalo při testování na myších, je i výrazně silnější než jed mořských hadů, kteří byli ještě na konci 20. století některými autoritami považováni za nejjedovatější. Poloviční průměrná smrtelná dávka, neboli LD50 jedu aplikovaná na myši, je 0,025 mg/kg, pro srovnání u taipana velkého (Oxyuranus scutellatus) je to 0,099 mg/kg, kobry indické (Naja naja) 0,57 mg/kg a u chřestýše diamantového (Crotalus adamanteus) 11,4 mg/kg. Průměrné množství jedu, které taipan menší vypouští při jednom uštknutí, je 44 mg, maximálně pak 110 mg. Pro srovnání u taipana velkého to je 120 mg/max. 400 mg, pakobry východní (Pseudonaja textilis) 2–6 mg/max. 67 mg, kobry indické 169 mg/max. 610 mg, a u chřestýše diamantového 410 mg/max. 848 mg. Jediné uštknutí by dokázalo zabít několik desítek dospělých lidí (obvykle se udává 60 až 100).
Jed obsahuje neurotoxiny (nervové jedy), hemotoxiny (krevní jedy), myotoxiny (svalové jedy) a některé další složky (například enzym hyaluronidáza), které způsobí, že toxiny se organismem mohou šířit účinněji. Obsahuje i neurotoxin paradoxin (PDX), který je považován za jeden z nejúčinnějších neurotoxinů vůbec. Pokud není podán protijed, lidská úmrtnost po uštknutí je větší než 80 %. Otrava se projevuje nejprve lokální bolestí a otokem, následuje bolest hlavy, nevolnost, bolest břicha, průjem, zvracení, závrať, křeče a celková paralýza.
Od té doby, co existuje protijed, nebylo zaznamenáno žádné úmrtí po uštknutí taipanem menším. Většina lidí, která byla pokousána (ale přežila), byli vědci, herpetologové a pracovníci odchytových stanic.